# Tang-e Sarvak
Tang-e Sarvak (persiska: تنگ سروك) är en ravin i Iran.   Den ligger i provinsen Kohgiluyeh och Buyer Ahmad, i den centrala delen av landet, 500 km söder om huvudstaden Teheran. Tang-e Sarvak ligger 1 204 meter över havet.
Terrängen runt Tang-e Sarvak är bergig västerut, men österut är den kuperad. Runt Tang-e Sarvak är det ganska glesbefolkat, med 47 invånare per kvadratkilometer. Närmaste större samhälle är Līkak, 14,9 km sydväst om Tang-e Sarvak. Omgivningarna runt Tang-e Sarvak är i huvudsak ett öppet busklandskap.